# Antoni Franciszek Audziewicz
Antoni Franciszek Audziewicz (ur. 21 września 1834, zm. 10 czerwca 1895 w Wilnie) – biskup wileński.

## Życiorys
Ukończył seminarium w Wilnie, święcenia kapłańskie przyjął w 1859 roku. Był kapelanem w szpitalu św. Jakuba, nauczycielem religii w gimnazjach wileńskich i wikariuszem w parafiach w Werkach, Turgielach i Radoszkowicach. W latach 1872–1884 był profesorem Akademii Duchownej w Sankt Petersburgu (w 1883 pełnił funkcję rektora). W grudniu 1889 mianowany został biskupem wileńskim, sakrę otrzymał 7 maja 1890 w Sankt Petersburgu.
Autor rozprawy De Dignitate sacerdotali.